# Siemiątkowo (Powiat Żuromiński)
Siemiątkowo ist ein Dorf und Sitz der gleichnamigen Gemeinde im Powiat Żuromiński der Woiwodschaft Masowien, Polen.

## Gemeinde
Zur Landgemeinde Siemiątkowo gehören 23 Ortschaften mit einem Schulzenamt:
Antoniewo
Budy Koziebrodzkie
Dzieczewo
Goszczk
Gradzanowo Kościelne
Gutkowo
Krzeczanowo
Łaszewo
Nowa Wieś
Nowe Budy Osieckie
Nowopole
Osowa Drobińska
Pijawnia
Rostowa
Siciarz
Siemiątkowo
Siemiątkowo-Rogale
Sokołowy Kąt
Stare Budy Osieckie
Suwaki
Wojciechowo
Wola Łaszewska
Ziemiany
Weitere Orte der Gemeinde sind:
Chomęc
Chrapoń
Cyndaty
Gutkowo
Dzban
Julianowo
Karolinowo
Kolonia Siemiątkowska
Łaszewo-Wietrznik
Osowa Krzeczanowska
Osowa Łaszewska
Siemiątkowo-Kosmy
Siemiątkowo-Rechty
Siemiątkowo-Siódmaczka
Wolany
Zaborze Krzeczanowskie
Złe Borki